# 향음주례
향음주례(鄕飮酒禮)는 원래 중국에서 제후의 향대부(鄕大夫)가 인재를 뽑아 임금에게 천거할 때 출향에 앞서 베풀었던 전송의 의례로서 예속교육의 한 방편이다.
고려 인종(1136년) 때 시작되었고 조선에서 〈국조오례의(國朝五禮儀)〉에 기재하고 권장하였다. 의식은 각도의 주(州)·부(府)·군(郡) 현(縣)의 주관 아래 향교에서 행한다. 절차는 매년 10월 길일(吉日)을 잡아 그 고을의 덕망있는 이를 주빈(主賓)으로 택하여 주인(고을의 수령)이 출향할 빈(賓)에게 알린다. 당일 주인은 주빈과 열 손님을 맞아 당(堂) 위에 올라 주·빈간에 재배례를 행한 뒤, 술자리를 베풀고 술잔을 다섯 차례로 돌리며 술자리가 끝나면 모두 일어서서 사정(司正)이 북향하여 고계(告戒)한다.  고계가 끝나면 일동은 재배례를 행하고 빈이 당을 내려서면 주인이 전송함으로써 의식을 끝낸다.